# Martin Ziguélé
Martin Ziguélé (Bangui, 12 febbraio 1957) è un politico centrafricano.
Esponente del Movimento per la Liberazione del Popolo Centrafricano (MLPC), è stato Primo ministro della Repubblica Centrafricana dall'aprile 2001 al marzo 2003.
Si è candidato alle elezioni presidenziali del 2005 ottenendo il 23,5% dei voti al primo turno e il 35,4% al ballottaggio, risultando sconfitto da François Bozizé. Alle successive elezioni presidenziali del 2011 ha conseguito il 6,5% dei voti, dietro François Bozizé (66,1%) e Ange-Félix Patassé (20,1%), fondatore del MLPC.
Nell'ottobre 2021, la coalizione COD-2020, il partito Patrie di Crépin Mboli-Goumba e il Movimento di liberazione popolare centrafricano di Martin Ziguélé hanno ritirato i loro rappresentanti dal comitato organizzatore e denunciato "il desiderio di sabotare il Dialogo".